# 津齐·曼德拉-赫隆瓦内
津齐·曼德拉-赫隆瓦内（1960年12月23日—2020年7月13日），南非政治人物。她是纳尔逊·曼德拉的女儿。
在曼德拉当选总统并于1996年与温妮离婚后，津齐被选中陪伴她的父亲就职，并在之后的公共场合代替南非第一夫人，直到曼德拉再婚。
她于2014年被任命为南非驻丹麦大使。2015年6月就任。